# Juho Kuosmanen
Juho Kuosmanen (Kokkola, 30 settembre 1979) è un regista e sceneggiatore finlandese.

## Biografia
Ha vinto il primo premio della sezione Cinéfondation al Festival di Cannes 2010 col mediometraggio Taulukauppiaat, la sua tesi da studente di cinema all'Università Aalto di Espoo, dopo avervi già concorso nel 2006 e nel 2007, arrivando terzo in entrambe le occasioni. Sempre a Cannes, nel 2016 ha vinto il primo premio della sezione Un Certain Regard per La vera storia di Olli Mäki, che ha anche rappresentato la Finlandia nella categoria per il miglior film straniero ai premi Oscar 2017, per poi arrivare a un passo dalla Palma d'oro col successivo Scompartimento n. 6 - In viaggio con il destino (2021), vincendo, ex aequo con l'iraniano Asghar Farhadi, il Grand Prix Speciale della Giuria.

## Filmografia

### Regista e sceneggiatore
- Taulukauppiaat (2010)
- La vera storia di Olli Mäki (Hymyilevä mies) (2016)
- Scompartimento n. 6 - In viaggio con il destino (Hytti nro 6) (2021)

### Attore
- Foglie al vento (Kuolleet lehdet), regia di Aki Kaurismäki (2023) - cameo non accreditato[5][6]

## Riconoscimenti
- Festival di Cannes
  - 2010 – Premio Cinéfondation per Taulukauppiaat
  - 2016 – Premio Un Certain Regard per La vera storia di Olli Mäki
  - 2016 – In concorso per la Caméra d'or per La vera storia di Olli Mäki
  - 2021 – Grand Prix Speciale della Giuria per Scompartimento n. 6 – In viaggio con il destino
  - 2021 – In concorso per la Palma d'oro per Scompartimento n. 6 – In viaggio con il destino
- European Film Awards
  - 2016 – Miglior rivelazione - Prix Fassbinder per La vera storia di Olli Mäki